# Trevor Taylor (Tischtennisspieler)
Trevor Taylor (* um 1952) ist ein ehemaliger englischer Tischtennis-Nationalspieler aus den 1970er Jahren. Er siegte mehrfach bei Commonwealth-Meisterschaften und nahm an vier Weltmeisterschaften teil.

## Werdegang
Der Linkshänder Trevor Taylor begann mit dem Tischtennissport in Letchworth Garden City. Bereits 1964 wurde man auf das erfolgreiche Talent aufmerksam. 1965 wurde er mit dem Titel Boy of the Year ausgezeichnet.
Bei den Nationalen englischen Meisterschaften der Erwachsenen holte er 1972 und 1973 den Titel im Einzel, im Doppel siegte er 1971 mit Chester Barnes, 1973 mit Denis Neale und nochmals 2005 mit Alex Perry.
International am erfolgreichsten war Taylor bei den Commonwealth-Meisterschaften von 1971, 1973 und 1975, wo er acht Goldmedaillen gewann: Jedes Mal gewann er sowohl den Einzel- als auch den Mannschaftswettbewerb, zudem siegte er zweimal im Doppel, nämlich 1971 mit Alan Hydes und 1973 mit Denis Neale. 
Von 1969 bis 1975 wurde er für alle vier Weltmeisterschaften nominiert. Dabei erzielte er 1969 mit Platz sechs im Teamwettbewerb sein bestes Ergebnis. Zum Eklat kam es bei der WM 1973. Im Mannschaftskampf gegen Österreich zeigte sich Trevor Taylor derart lustlos und unmotiviert, dass ihn die englische Delegation vorzeitig nach Hause schickte.
Mitte 1975 belegte er in der ITTF-Weltrangliste Platz 20. Im gleichen Jahr schloss er sich dem niederländischen Verein Tempo-Team Amsterdam an. 1977 wechselte er zum „ʹt Hooge Huys“ (Hauptklasse), 1980 kehrte er nach England zurück.

## Privat
Trevor Taylors jüngerer Bruder Peter war auf nationaler Ebene ebenfalls ein starker Tischtennisspieler.

## Turnierergebnisse
| Verband | Veranstaltung            | Jahr | Ort       | Land | Einzel     | Doppel    | Mixed        | Team |
| ------- | ------------------------ | ---- | --------- | ---- | ---------- | --------- | ------------ | ---- |
| ENG     | Commonwealth Meistersch. | 1975 | Melbourne | AUS  | Gold       |           |              | 1    |
| ENG     | Commonwealth Meistersch. | 1973 | Cardiff   | WAL  | Gold       | Gold      |              | 1    |
| ENG     | Commonwealth Meistersch. | 1971 | COMW      | Sing | Gold       | Gold      |              | 1    |
| ENG     | Weltmeisterschaft        | 1975 | Calcutta  | IND  | letzte 16  | letzte 32 | keine Teiln. | 12   |
| ENG     | Weltmeisterschaft        | 1973 | Sarajevo  | YUG  | Scratched  | Scratched | Scratched    | 10   |
| ENG     | Weltmeisterschaft        | 1971 | Nagoya    | JPN  | letzte 128 | Scratched | Scratched    | 10   |
| ENG     | Weltmeisterschaft        | 1969 | München   | FRG  | letzte 64  | letzte 16 | letzte 64    | 6    |